# Ahmad Ben Baso
Ahmad Ben Baso va ser un arquitecte musulmà del segle xii, probablement nascut a Sevilla (Espanya). Va dissenyar importants edificis a Andalusia, els quals són enquadrats dins de l'art musulmà espanyol del període almohade.

## Biografia i obra
La seva primera obra documentada data de 1160. El 1171 va ser escollit pel califa almohade Abu Yaqub Yússuf per construir els palaus de la Buhayra a Sevilla, els quals segons les cròniques que es conserven eren d'una bellesa i un refinament extraordinari i comptaven amb jardins, grans oliveres portades expressament des de l'Aljarafe, arbres fruiters i plantes aromàtiques.
Més tard va realitzar el traçament de la nova mesquita de Sevilla on van treballar nombrosos artesans procedents del sud d'Espanya i el nord de l'Àfrica, la qual era de gran grandària, similar a l'actual Mesquita de Còrdova, disposava d'una cúpula sobre el mihrab i estava ricament decorada amb peces de banús, or, ivori i sàndal. Actualment només es conserva el pati d'ablucions (Pati dels Tarongers) i algunes zones molt modificades pròximes a la Porta del Perdó, tot plegat integrat en la Catedral de Sevilla.